# 迷信

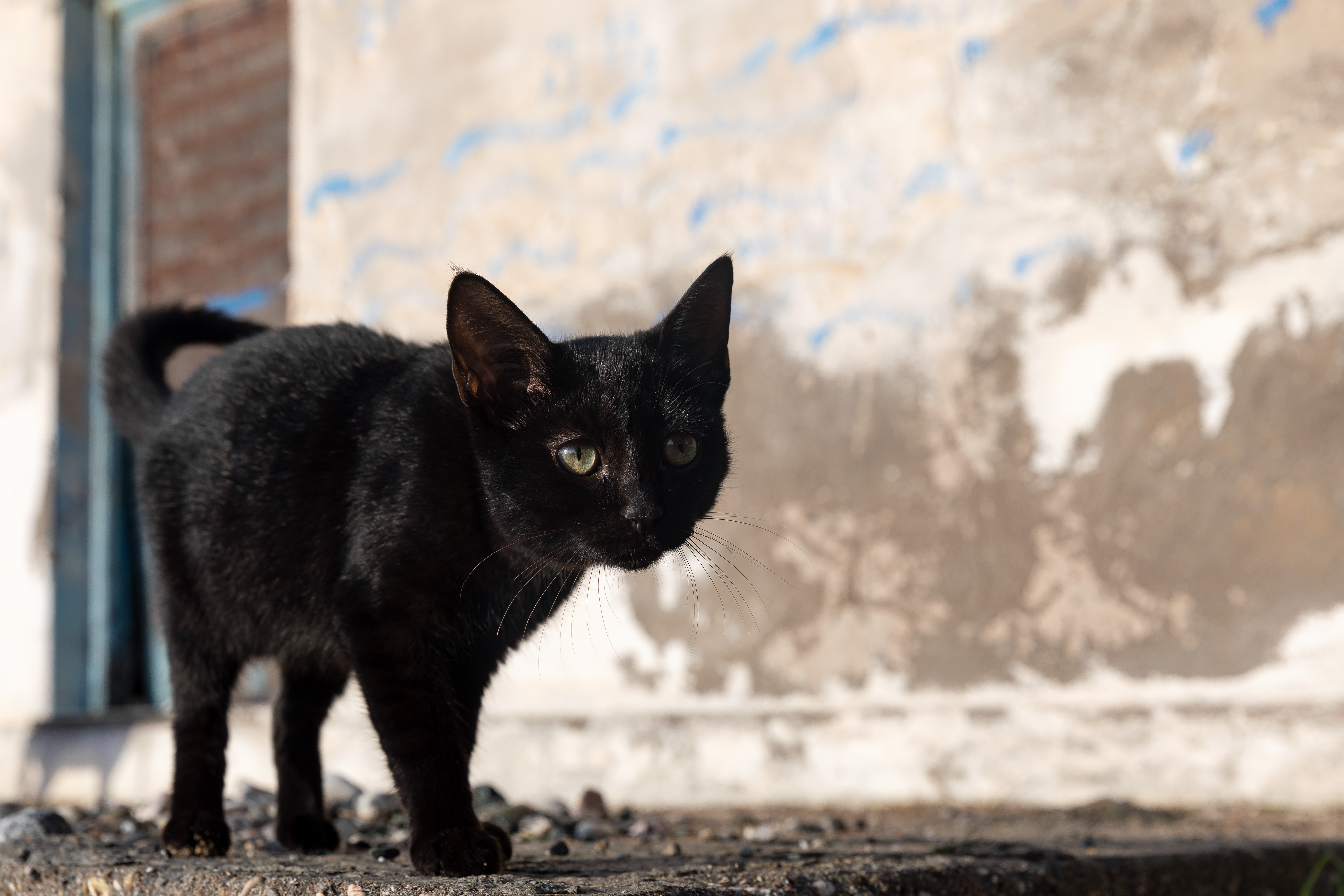
一些迷信者認為黑貓會帶來好運，一些迷信者則認為會帶來厄運。

迷信（英語：Superstition）一般指相信占星、卜筮、风水、命相、鬼神等思想。有时泛指無科學論證基礎的，或盲目的信仰或崇拜。Encarta百科全书上对“迷信”的定义是：「非理性地相信某种行为或仪规具有神奇的效力。」此詞彙較常被科學主義者用來批評不同的宗教或政治立場。
中華民國初年後開始提倡科學並進行破除迷信運動。

## 科學觀點
迷信是心理學的正常現象，演化並不在意人類是根據事實判斷出合理的結論，還是靠迷信做出結論，只要最後的結論會讓人做出有益生存的行為即可。從演化心理學的角度，圖型識別以及許多認知偏誤可能有助於生存，例如「過度辨識能動性」（hyperactive agency detection）讓人傾向認定事情的原因是為了某人的目的，這可能幫助古代人避免被掠食者或敵人攻擊。研究顯示人們在面對壓力時，會更傾向在實質上沒有關連的事物中看出關連，因而變得較為迷信。
人們使用系統一分析事情時傾向帶有各種偏誤，而系統二不一定會更正此偏誤，例如鄧寧-克魯格效應讓人高估自己的判斷力。另一個可能造成迷信的原因是自我實現預言。
從人類學的調查顯示幾乎所有的文化中都有迷信，可說是普世文化通則，其中可能源自嫉妒的邪眼可能是最常見的迷信之一。

## 哲學觀點
迷信可以与哲学形成对比，哲学是一种形式理性探究，旨在利用逻辑、证据和论证来理解现实、知识和价值观的本质和原则。哲学家经常从强调批判性思维、怀疑论和科学方法的立场来看待迷信。從科學哲學的角度，目前並沒有辦法證明科學比其他知識體系更正確，相信科學的人也是對歸納法和溯因推理具有信念。 信念通常指的是对某件事是真实或存在的一种心理态度或接受，通常基于证据、经验或对来源的信任。科學信念没有信仰所具有的強烈的堅定不移的心理狀態，較容易因新的客觀證據和理性分析而改變。

## 科學主義觀點
迷信的本質是對事理的陳述不抱懷疑態度。對科學假設和偽科學產物深信不疑，欲不加考證，得出必然性的結論，也属于一种對權威的迷信。
破除迷信必須經過科學的考證步驟，大膽假設，小心求證。科学与迷信、信仰本质上最重要的区别就是怀疑，并在实践中公开倡导怀疑主义。怀疑主义要求分析型思维以及批评型思维，要求怀疑一切，即不相信任何未经证实的事物。对已经证实的事物，也要怀疑它的各種（时空的、观察角度的）局限性及观察的准确性。未经证实的理论称作假说或猜想。若其被證偽便要拋棄。

## 犯罪
有些人利用別人的迷信來獲利，例如神棍可能蓄意利用不實宣稱欺騙信徒，騙取財物、勞力或性服務，權威型的政治領導人可能利用支持者的迷信來獲取支持，並推行有害的政策。

## 符合迷信的示例
- 對宗教觀念、政治立場[14][15]、占卜結果、科學[16]結論的盲目信任。
- 四的禁忌：東亞一些使用華語、日語和韓語等語言的地區因為「四」和「死」字諧音而認為數字四不吉利。
- 十三恐懼症：西方認為13這個數字不吉利。
- 明牌：在賭博中相信某些和賭局毫無關係的第三方可以預測結果，例如據稱能預測足球比賽的章魚保羅。
- 乖乖文化：流行於台灣，認為將一包乖乖零食放在機器旁可以讓機器乖乖聽話。
- 正月剪头死舅舅：由「正月剪頭思舊」誤傳而來，認為農曆正月理髮，舅舅就會去世。
- 交叉手指：西方認為將食指和中指交叉可以保祐好運。
- 敲木頭：西方認為提到某些可能的意外之後，必須用手敲木頭，否則該意外就會發生。
- 有拜有保庇，燒紙錢、發財金、發財水、祭解、安太歲、安光明燈、繞境。